# 安汝谐
安汝谐（1733年—1824年），字聖和，号春臺，常州府金匮县（今江苏省无锡市）人。贡生出身。因创办无锡安氏义庄而受旌表。

## 生平
安汝谐生于雍正十一年（1733年）十一月二十七日，卒于道光四年（1824年）八月十三日。嘉庆八年（1803年），安汝谐捐钱、粮、土地于安镇创办安氏义庄，起初义庄有田300亩，后续捐至736亩。义庄另有祠墓祭田103亩，总计约有1000余亩土地。嘉庆二十二年（1817年），出资修葺无锡学宫。

## 家族
安汝谐出自胶山安黄氏。子，安昶，生员出身，书法家。孙，安鸿勋，附贡出身，书法家。